# Ian Fleming
Ian Lancaster Fleming (Mayfair, London 28. svibnja 1908. – Canterbury, 12. kolovoza 1964.), britanski pisac i novinar, najpoznatiji kao tvorac serije romana o James Bondu.
Školovan je u prestižnoj školi za dječake, Eton. Proslavio se serijalom romana o tajnom agentu Jamesu Bondu, jednom od najvećih hitova književnosti 20. st. još poznatijem po filmovima koji se snimaju i danas.
Naslovi su: 
- Casino Royale (1953.)
- Živi i pusti umrijeti  (Live and let die) (1954.)
- Moonraker (1955.)
- Dijamanti su vječni (Diamonds are forever) (1956.)
- Iz Rusije s ljubavlju (From Russia with Love) (1957.)
- Dr. No (1958.)
- Goldfinger (1959.)
- Samo za tvoje oči (For your eyes only) (1960.)
- Špijun koji me volio (The spy who loved me) (1962.)
- U službi njenog Veličanstva (On her Majesty's secret service) (1963.)
- Samo dvaput se živi (You only live twice) (1964.)
- Čovjek sa zlatnim pištoljem (The man with the golden gun) (1965.)
- Octopussy and The Living Daylights (1966.)
- Operacija Grom (Thunderball) (1961.)

Prvi film o Jamesu Bondu, Dr. No snimljen je 1962. kad se u ulozi Bonda pojavljuje mladi Sean Connery, koji glumi u sljedeća 4 filma. U ulozi Bonda se do danas okušalo 6 glumaca.